# Liberal Alliance
Liberal Alliance (LA), dänisch für Liberale Allianz, ist eine dänische liberale Partei. Von ihrer Gründung 2007 bis 2008 hieß sie Ny Alliance (Neue Allianz). Die Partei vertritt klassisch-liberale bis libertäre Positionen – sowohl in wirtschafts- wie in gesellschaftspolitischen Fragen. Im politischen Spektrum steht sie rechts der Mitte.
Sie setzt sich für Steuersenkungen und einen Abbau von Wohlfahrtsdiensten ein. Sie lehnt staatliche Regulierung des Privatlebens der Bürger wie auch eine Begrenzung der Einwanderung ab. Der Europäischen Union steht sie kritisch gegenüber, weil diese zu kleinteilig reguliere.

## Geschichte

### Gründung als Ny Alliance
Sie wurde 2007 von drei prominenten Politikern unter dem Namen Ny Alliance initiiert: Naser Khader und Anders Samuelsen, Folketings- beziehungsweise Europaabgeordnete für Det Radikale Venstre, und Gitte Seeberg, EU-Parlamentarierin der Konservativen.
Die Ny Alliance präsentierte sich als Partei der bürgerlichen Mitte, die sich als Brückenbauer in Abgrenzung zu den extremen Parteien des rechten und linken Lagers versteht. Insbesondere hoffte sie im Wahlkampf 2007, die rechtspopulistische Dansk Folkeparti aus der Rolle einer Mehrheitsbeschafferin der liberal-konservativen Regierung von Anders Fogh Rasmussen verdrängen zu können. Der Ministerpräsident erkannte die Möglichkeit erweiterter parlamentarischer Spielräume und begrüßte umgehend die Gründung einer neuen Partei, obwohl sie eine weitere Konkurrenz im bürgerlichen Lager bedeuten musste.
Noch bevor Details eines künftigen Parteiprogramms bekannt waren, traten bereits in den ersten Tagen rund 3.000 Menschen der neuen Partei bei, bald darauf waren es laut Angaben der Partei schon über 10.000. Damit hätte sie etablierte Parteien wie Dansk Folkeparti oder Det Radikale Venstre bereits an Mitgliedern überrundet. Gründungsvorsitzender und Spitzenkandidat war Naser Khader. Bei der vorzeitigen Neuwahl zum dänischen Parlament am 13. November 2007 erreichte die Partei 2,8 % der Wählerstimmen und zog mit fünf Abgeordneten ins Folketing ein. Nach zeitweise hohen Umfragewerten war dieses Ergebnis eher enttäuschend.

### Umbenennung in Liberal Alliance
Die junge Partei stand seither in der Kritik, weil sie noch keine klare politische Linie gefunden hatte. Wenige Monate nach der Wahl setzte der Zerfall ein. Von den fünf Folketingsabgeordneten verließen bis Juni 2008 drei (Seeberg, Aamund und Poulsen) die Partei wieder. Die Umfragewerte rutschten bereits im Mai 2008 unter ein Prozent. Im August 2008 beschloss die Partei ihre Umbenennung in Liberal Alliance und schwänkte auf einen wirtschaftsliberalen Kurs ein. Der Parteivorsitzende Naser Khader verließ die Partei im Januar 2009 und wurde von Anders Samuelsen abgelöst.
Bei der Folketingswahl 2011 konnte die Liberale Allianz ihr Ergebnis gegenüber 2007 deutlich verbessern und mit fünf Prozent der Stimmen neun Abgeordnetensitze erringen. Anschließend gehörte sie der Opposition gegen die Mitte-links-Regierung unter Helle Thorning-Schmidt an. Bei der Europawahl 2014 erhielt die LA nur 2,9 % der Stimmen – zu wenig für einen der 13 dänischen Sitze.

### Regierungsbeteiligung
Bei der Folketingswahl 2015 verbesserte die Liberale Allianz ihr Ergebnis erneut und erreichte 7,5 Prozent der Stimmen, womit sie erstmals die Sozialliberalen und die Sozialistische Volkspartei hinter sich ließ. Am stärksten schnitt sie in Gentofte Kommune, einem wohlhabenden Vorort von Kopenhagen, ab, wo sie 17,5 % der Stimmen erhielt. Im neuen Folketing stellt die Partei nunmehr 13 Abgeordnete. Als Teil des „Blauen Blocks“ der Mitte-rechts-Parteien tolerierte sie zunächst die Minderheitsregierung der Venstre-Partei unter Lars Løkke Rasmussen. Ab November 2016 war die LA selbst im Kabinett vertreten, in einer Koalition mit Venstre und Konservativer Volkspartei (Regierung Lars Løkke Rasmussen III). Sie stellte dabei die Minister für Äußeres (Anders Samuelsen), Wirtschaft und Inneres (Simon Emil Ammitzbøll), Bildung (Merete Riisager), Kultur und Kirche (Mette Bock), Verkehr und Bau (Ole Birk Olesen) sowie Senioren (Thyra Frank).
Bei der Europawahl 2019 versäumte die Partei mit 2,2 % der Stimmen erneut den Einzug ins Europäische Parlament.
Bei der Folketingswahl 2019 verlor die Partei 9 ihrer 13 Abgeordneten. Seit dem Rücktritt von Anders Samuelsen führt der Folketingsabgeordnete Alex Vanopslagh die Partei. Bei der Folketingswahl 2022 konnte die Liberal Alliance ihren Stimmenanteil mehr als verdreifachen und erreichte mit 7,9 % und 14 Sitzen ihr bisher bestes Ergebnis.
Bei der Europawahl 2024 konnte die Partei ihren Stimmenanteil auf 7,0 steigern, was zu einem Mandat im Europaparlament führte. Der neue Abgeordnete Henrik Dahl schloss sich dort der Fraktion der Europäischen Volkspartei an, in der damit künftig zwei dänische Abgeordnete vertreten sind.

## Ergebnisse bei nationalen Wahlen

### Folketingswahlen
| Jahr | Prozent % | Sitze  | Stimmen | Spitzenkandidat  |
| ---- | --------- | ------ | ------- | ---------------- |
| 2007 | 2,8       | 5/179  | 97.295  | Naser Khader     |
| 2011 | 5,0       | 9/179  | 176.585 | Anders Samuelsen |
| 2015 | 7,5       | 13/179 | 265.129 | Anders Samuelsen |
| 2019 | 2,3       | 4/179  | 82.228  | Anders Samuelsen |
| 2022 | 7,9       | 14/179 | 278.098 | Alex Vanopslagh  |

### Europawahlen
| Jahr | Prozent % | Sitze | Stimmen | Spitzenkandidat    |
| ---- | --------- | ----- | ------- | ------------------ |
| 2009 | 0,6       | 0/13  | 13.796  |                    |
| 2014 | 2,9       | 0/13  | 65.480  | Christiane Egelund |
| 2019 | 2,2       | 0/14  | 60.693  | Mette Bock         |
| 2024 | 7,0       | 1/15  | 170.179 | Henrik Dahl        |

## Schärfung des liberalen Profils
Unter Führung von Anders Samuelsen verabschiedete die Partei 2007 ein entschieden wirtschaftsliberales Programm. Entsprechend  erfolgte am 27. August 2008 die Änderung des Parteinamens in Liberal Alliance. Hauptanliegen der Liberal Alliance sind:
- Wachstumspolitik als Grundlage des Sozialstaates
- Senkung des Spitzensteuersatzes von 59 % auf 40 %
- Bürokratieabbau
- Lichten des Verbotsdschungels, Bekämpfung der „Big-Mother“-Gesellschaft
- Individuelle Freiheit und Verantwortung stärken